# Schizoptera
Schizoptera é um género botânico pertencente à família Asteraceae. Contém uma única espécie aceite, Schizoptera peduncularis (Benth.) S.F.Blake.